# Berghaus (Gerolfingen)
Berghaus ist ein Gemeindeteil der Gemeinde Gerolfingen im Landkreis Ansbach (Mittelfranken, Bayern). Berghaus liegt in der Gemarkung Gerolfingen.

## Lage
Die Einöde liegt am Fuße des Hesselbergs an der Kreisstraße AN 48, die nach Hesselberghaus bei Wassertrüdingen (0,8 km nordöstlich) bzw. nach Gerolfingen zur Staatsstraße 2218 führt (1,1 km südlich).

## Geschichte
Infolge des Gemeindeedikts wurde Berghaus dem 1809 gebildeten Steuerdistrikt Röckingen und der Ruralgemeinde Gerolfingen zugewiesen.

### Einwohnerentwicklung
| Jahr      | 001818 | 001840 | 001861 | 001871 | 001885 | 001900 | 001925 | 001950 | 001961 | 001970 | 001987 |
| Einwohner | 2      | 5      | 8      | 3      | 4      | 10     | 6      | 4      | 34     | 15     | 3      |
| Häuser    | 1      | 1      |        |        | 1      | 2      | 1      | 1      | 4      |        | 1      |
| Quelle    | [ 8 ]  | [ 9 ]  | [ 10 ] | [ 11 ] | [ 12 ] | [ 13 ] | [ 14 ] | [ 15 ] | [ 16 ] | [ 17 ] | [ 1 ]  |

## Religion
Der Ort ist evangelisch-lutherisch geprägt und bis heute nach St. Erhard (Gerolfingen) gepfarrt. Die Katholiken sind nach Mariä Himmelfahrt (Hirschbrunn) gepfarrt.